# Lacinipolia vittula
Lacinipolia vittula là một loài bướm đêm trong họ Noctuidae.